# Formosania davidi
Formosania davidi, jedna od osam vrsta riba roda Formosania, porodica Balitoridae. Demersalna slatkovodna riba na području Kine. Naraste maksimalno do 7.6 cm.
Klasificirao ju je Sauvage, 1878. U eng. jeziku nema naziva za nju, a od narodnih postoje dva mandarinska naziva i češki naziv Balitora Davidova. Sinonim: Crossostoma davidi, Sauvage, 1878.